# Betula sandbergii
Betula sandbergii là một loài thực vật có hoa trong họ Betulaceae. Loài này được Britton mô tả khoa học đầu tiên năm 1904.